# スイスの鉄道

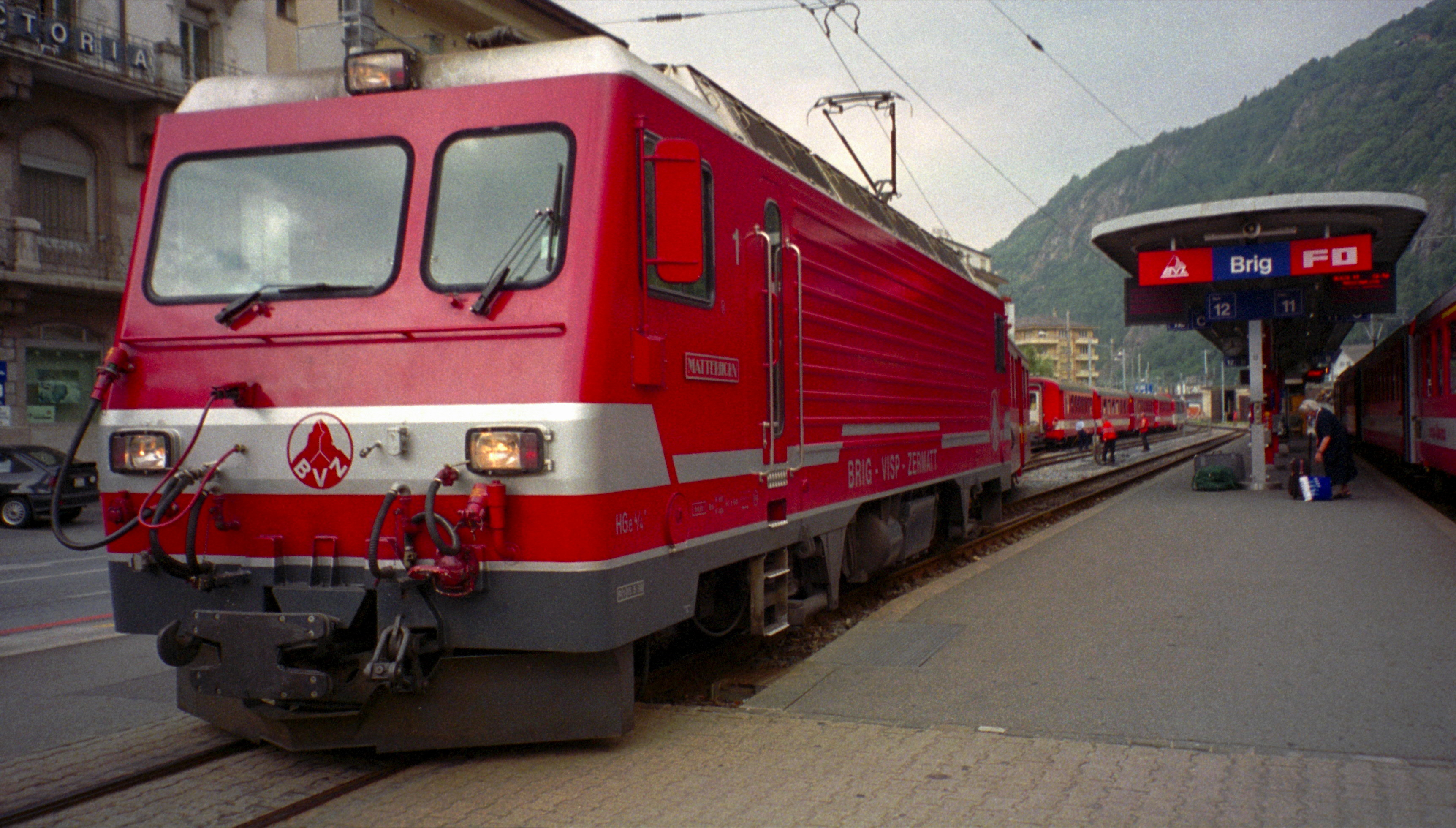
BVZ鉄道のHGe4/4 II形電気機関車

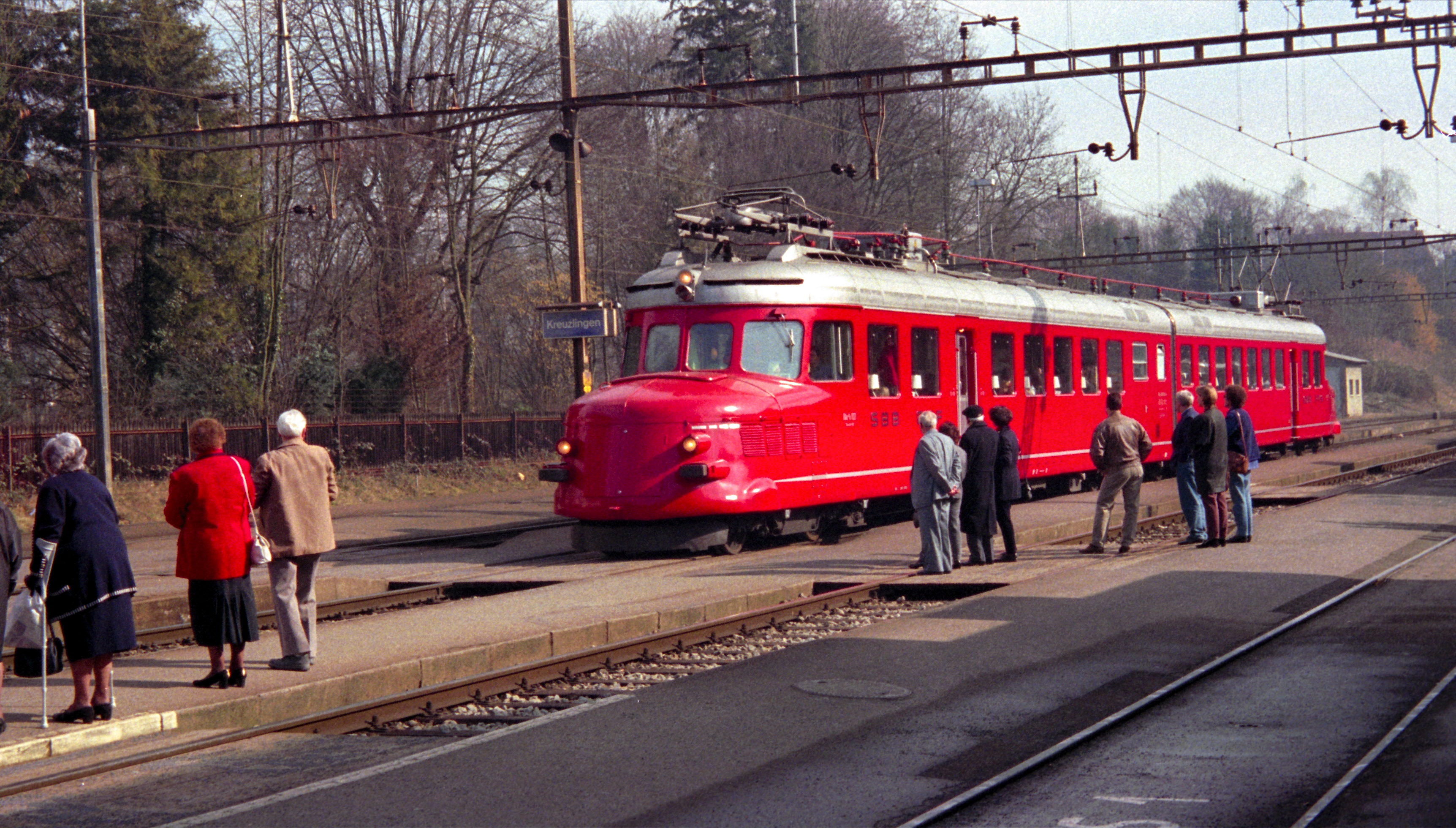
赤い矢号

スイスの鉄道（スイスのてつどう）ではスイスにおける鉄道について述べる。

## 歴史と概要
スイスにおける鉄道の創始はストラスブール・バール鉄道（後のフランス国鉄）がストラスブールから国境のバーゼルへ1844年に乗り入れたのが最初と言われている。自国内における鉄道はその3年後の1847年にチューリッヒ - バーデン間23.3kmが開通したものが創始と言える。これは周辺諸国に比べると遅いものであった。しかし、私鉄主導で路線建設が行われた結果、国土の隅々まで鉄道が張り巡らされた。
スイスの国土面積は九州よりやや小さいにもかかわらず、路線距離は5,380kmで九州の約2倍となっている。路線密度は高く、スイスでは「どこでも16km歩くと鉄道がある」（You are never further than 16km away from a Rail）といわれる。
私鉄主導で進んだスイスの鉄道建設であるが、1902年になって国鉄であるスイス連邦鉄道(SBB)が設立され、路線のいくつかが国有化されることになった。しかし日本の鉄道国有法（1906年）に基づく国有化などとは異なり、買収が徹底化しなかったこともあって、多くの路線は私鉄のまま残った。中には「氷河急行」などの著名な列車が走る路線や、国際連絡上重要な幹線の一部も含まれており、現在でも約60社もの私鉄が存在し、国鉄路線約3,000kmに対して私鉄路線が約2,000kmとなっている。さらに、国鉄 - 私鉄の直通運転も盛んに行われている他、国鉄路線でありながら私鉄に運行が委託されている区間も多数あり、利用する上では国鉄と私鉄の違いを意識することはあまり無い。
鉄道の電化の最初は1888年のヴェヴェイ - シヨン間路面電車と言われ、その後、山からの豊富な水を用いた水力発電が普及したことの他、国防上の要請もあり、国鉄・私鉄では1919年 - 1960年にかけて、急ピッチに電化が進められた。現在では、観光鉄道・保存鉄道で蒸気機関車を走らせている路線を除くと、実質的な電化率はほぼ100%で、これも世界一である。
また、国土の2/3がアルプス山脈などに囲まれた山岳地帯である上、観光立国であることからケーブルカーやラックレールを用いた登山鉄道も多く敷設され、その中には、ヨーロッパ最高所を走る鉄道であり、日本人を含め世界中から多くの観光客が訪れるユングフラウ鉄道や、1000m進むと480m標高が上がるという（480パーミル）、ラック式鉄道としては世界一の急勾配を誇るピラトス鉄道など、著名な路線も数多く存在する。
その他、長大トンネルの前後で自動車の輸送を行うカートレインや、主要都市内における交通を担う近代型路面電車（ライトレール）、更に前述したような保存鉄道も多く存在する。保存鉄道の中には週2日程度しか運行されないものもあるが、その多くは市販の時刻表にも運転日と時刻が掲載されている。

## 現況と課題
モータリゼーションの進展はスイスにおいても例外ではない。国策で運賃水準が抑えられていることもあり、多数の幹線を擁する国鉄ですら、日本で言う営業係数が150程度と連邦政府などの補助金に頼っている状態であり、私鉄においては、一部観光鉄道を除けば、州政府や沿線自治体からの補助金でようやく路線網が維持できている状態である。そのため、1900年代の後半には多数の路線が姿を消した他、幹線・亜幹線に相当する路線においても、ローカル輸送がバス代行化（PTTバスなど）されて普通列車が姿を消し、特に1980年以降は優等列車の停車しない駅の営業が廃止された区間がいくつも存在する。
また、近年は特に、企業体力を向上させるために私鉄同士が合併したり、中小私鉄や周辺のバス会社が合体して日本で言う第三セクター鉄道として存続を図ったりするなど、鉄道としての存続をかけた企業再編が進みつつある。その他、「氷河急行」や「ベルニナ急行」などで有名なレーティッシュ鉄道（RhB）などのように、地域の交通を確保するため、私鉄と言いながら株式の大半を州政府（グラウビュンデン州）が保有している例もある。
更に、車両の老朽化やバリアフリー化への対応のため、地方私鉄や国鉄ローカル線、各地の路面電車などで新型車両への更新が活発に進められているが、メーカー主導による車両設計の標準化が進められているものの、経営環境の悪化と今まで以上の路線再編（廃止）を懸念する声もある。
観光立国としての意識は高く毎朝早くから客車の窓ガラスが拭かれるなど、清掃も行き届き、車内も非常に清潔で快適である。また、車内でも駅と同一価格でチケットが購入できるなど観光客にとっては利用しやすい鉄道である。
国外からの観光招致のため2006年より、スイスパス（Swiss Pass）・スイスユースパス（Swiss Youth Pass）・スイスフレキシーパス（Swiss Flexi Pass）の使用においても、これまでの半額カード（half-fare card）と同様に山岳部のほとんどの乗り物（most mountain-top rides）の乗車賃が25%割引から50%割引に引き上げられている。

## 鉄道の高速化
鉄道の高速化については、国土が狭いことから、周辺のフランス、ドイツ、イタリアなどと異なり、高速新線の建設ではなく、在来線の改良による高速化を選択した。これは、必ずしも最高速度の向上だけでなく、複線化などの線路増設や駅構内の改良、路線間を結ぶ短絡線の建設など複数の施策を組み合わせ、乗り換え利便性を向上させることによって路線網としての利便性を向上し、所要時間を短縮することを目的としている。当初の計画目標年次が2000年であったことから、バーン2000計画（ドイツ語で「Bahn 2000」、英語にすると「Rail2000」）と呼ばれている。
唯一の例外として建設された高速新線は、チューリッヒ - ベルン間の幹線の一部である、オルテン - ベルン間約60kmの別線（マットシュテッテン-ロートリスト新線）である。1995年にベルン駅付近の隘路を解消するため約5kmが先行して開通、2004年12月に全線が開通し、在来路線と比べ、約1割の距離短縮を実現した。信号システムの開発が遅れていたため最高速度が160km/hに抑えられていたが、ETCS Level 2の運用が開始され、2007年12月から最高速度200km/hでの運転が開始された。その他、高速新線以外の区間においても、一部で160km/h運転が実施されている他、ローカル列車を含めて140km/h程度の高速運転を実施している区間も多い。
車両面では、バーン2000計画のシンボルとも言える、貨客両用・200km/h対応のRe460型電気機関車と、IC2000型二階建客車のほか、カーブの多い亜幹線用として開発された振り子式電車ICN（RABDe500型）が高速列車と言えるが、その他にも160km/h運転が可能な車両は多い。また、昨今ではTGV・ICE（ICE-1、ICE-3、ICE-T）・チザルピーノ（ETR470）といった、周辺諸国の高速列車も乗り入れるようになってきているが、スイス国内では特別な高速運転を行っているわけではない。

## スイスの鉄道トンネル
国土が山がちであることから、スイスには700を超える鉄道トンネルが存在する。特に、古くからヨーロッパを南北に結ぶ鉄道が整備されてきたことから、アルプス山脈を中心に長大な鉄道トンネルが建設されてきた。主要なものは以下のとおりである。
シンプロントンネル（19.8km）1906年開通、スイス国鉄
フランス－スイス－イタリアを結ぶ幹線のイタリアとの国境トンネル。1982年に日本の大清水トンネル（上越新幹線、22.2km）が開通するまで、75年以上にわたり世界最長のトンネルであった。単線2本並列。
フェライナトンネル（19.0km）1999年開通、レーティッシュ鉄道（RhB）
世界最長の狭軌鉄道用山岳トンネル（海底トンネルを含めると青函トンネルが最長）。カートレインを実施。単線。
フルカベーストンネル（新フルカトンネル）（15.4km）1982年開通、マッターホルンゴッタルド鉄道（MGB）
氷河急行のルート上。旧フルカオーバーアルプ鉄道（FO）。フェライナトンネルが開通するまで、世界最長の狭軌鉄道用山岳トンネルであった。カートレインを実施。単線。
ゴッタルド鉄道トンネル（15.0km）1882年開通、スイス国鉄
ドイツ－スイス－イタリアを結ぶ幹線上。複線。
レッチュベルクトンネル（14.6km）1913年開通、BLS
ドイツ・フランス－スイス－イタリアを結ぶ幹線上。カートレインを実施。複線。
なお、2005年4月には、延長34.6kmのレッチュベルクベーストンネル（新レッチュベルクトンネル）（単線2本並列、ただし当面一部区間は単線で開業予定）が貫通した。2007年6月から運行が開始され、同12月のダイヤ改正から本格運用が開始された。また、2012年には、総延長約57kmと青函トンネルの53.85kmを抜く、アルプスを貫く長大トンネルのゴッタルドベーストンネル（単線2本並列）も開通する予定である。
いずれも、増大する貨物輸送に対応すると共に、旅客輸送の高速化を目指し、国家プロジェクトであるアルプトランジット計画として建設が進められている。

## SBB以外の主な鉄道事業者

### 中部
- ツェントラル鉄道（中央鉄道）（ZB）
- ルツェルン-シュタンス-エンゲルベルク鉄道（LSE）
- アルト・リギ鉄道（ARB）
- フィッツナウ・リギ鉄道（VRB）
- ピラトス鉄道（ピラトゥス登山鉄道）（PB）
- ブリエンツ・ロートホルン鉄道（BRB）
- ベルナーオーバーラント鉄道（ベルン高地鉄道）（BOB）
- ヴェンゲルンアルプ鉄道（WAB）
- ユングフラウ鉄道（JB）
- シーニゲ・プラッテ鉄道（SPB）
- ラウターブルンネン・ミューレン鉄道（BLM）

### 南部
- BLS
- ゴルナーグラート鉄道（GGB）
- マッターホルンゴッタルド鉄道（MGB）
- レーティッシュ鉄道（RhB）

### 西部
- モントルー・オーベルラン・ベルノワ鉄道（MOB）

## 隣接国との鉄道接続状況
- ドイツ - 接続あり
- フランス - 接続あり
- イタリア - 接続あり
- オーストリア - 接続あり
- リヒテンシュタイン - 接続あり

## その他
- スイス連邦鉄道
- スイスの鉄道運営組織一覧
- スイス国鉄の車両一覧
- スイスメトロ